# Johannes Klenell
Carl Joel Johannes Klenell, född 22 april 1979 i Sunne, är författare och kulturredaktör på tidningen Arbetet. Han var tidigare medredaktör för serietidningen Galago och innan dess marknadsförare för Ordfront förlag samt evenemangsansvarig på Galago. Han har tack vare sitt stora engagemang och sina arbetsinsatser för svenska serier kommit att kallas, i ett blogginlägg, "en av de stora urkrafterna inom svenska serier".

## Biografi
Klenell är uppvuxen i Edsbjörke utanför Sunne, där hans föräldrar Ingalena och Ragnar Klenell verkat som glaskonstnärer i den egna Edsbjörke Studio sedan 1979. Han är bror till glaskonstnären Simon Klenell, formgivaren Matti Klenell och musikproducenten Elias Klenell.
År 2006 gjorde Klenell en intervju med musikern Bill Drummond från musikgruppen KLF, vilken överfördes till serieformen av Fabian Göranson och publicerades i Galago nummer 88. Han blev vikarierande redaktör för Galago under 2007 och permanent redaktör tillsammans med Mats Jonsson från och med hösten 2007. Han är initiativtagare till projektet Northern Lights som sedan 2007 arbetat med att lansera svensk seriekonst i utlandet och då framför allt i USA. Tillsammans med amerikanska förlaget Top Shelf har han gett ut antologin From the Shadow of the Northern lights i två volymer. Han bor och arbetar idag i Stockholm..
Klenell har även engagerat sig i jämställdhetsfrågor inom seriekonsten och skrev 2010 en artikel om fördelarna med kvotering inom kultursektorn i Aftonbladets kulturdel.
Utöver att han under den perioden delade redaktörskapet för tidskriften Galago delade han också rollen som förläggare på Galago förlag med Mats Jonsson. Som sådan har han bland annat varit redaktör för serieskapare som Liv Strömquist, Sara Granér, Benjamin Stengård, Henrik Bromander, Joanna Hellgren, Sofia Olsson, Pontus Lundkvist och Fabian Göranson. 2009 översatte han den amerikanska serieskaparen Jeffrey Browns bok Clumsy till svenska, då med titeln Fumlig.
År 2017 debuterade han med romanen Det fria ordet och ungefär samtidigt lämnade han förlagssysslan för att bli Vänsterpartiets pressekreterare. År 2018 tillträdde han istället tjänsten som tillförordnad kulturredaktör på tidningen Arbetet, där han senare blev kulturchef.
År 2020 nominerades han till priset som Årets stillist.

## Lundellbunkern
Mellan 29 november 2015 och 10 mars 2016 arbetade Klenell med podprojektet Lundellbunkern, där han tillsammans med Maja Åström och Tommie Jönsson lyssnade igenom samtliga 68 skivor på Ulf Lundells samlingsbox Hemåt Genom Rift Valley. Podcasten fortsatte med en andra säsong med fokus på att läsa tidningarna Pop och Bibel efter vilket podcasten helt lades ned. Klenell har i efterhand sagt att Lundells musik fick honom att komma närmare sina egna känslor.

## Podcasts
- 2013 - Flumskolan[15]
- 2015 - Lundellbunkern[12]
- 2019 - Weirwoodpodden[16]

## Priser och utmärkelser
- 2008 – Svenska Serieakademins Adamsondiplom